# Chris Hughton
Christopher William Gerard Hughton, detto Chris (Londra, 11 dicembre 1958) è un allenatore di calcio ed ex calciatore irlandese, di ruolo difensore.

## Carriera

### Allenatore
Il 22 febbraio 2008 viene assunto come allenatore in seconda al Newcastle United voluto dal direttore sportivo Dennis Wise, unendosi allo staff tecnico di Kevin Keegan, lavorando principalmente sulla difesa con Steve Round. L’8 settembre dopo l’addio di Keegan viene nominato tecnico ad interim. Il 26 settembre dopo aver ottenuto 2 sconfitte in campionato e l’eliminazione dalla Coppa di lega inglese si dimette e viene sostituito da Joe Kinnear. Il 7 febbraio 2009 prima della partita contro il West Bromwich Albion il tecnico Kinnear viene preso da un malore e viene sostituito in panchina da Chris dove ottiene una vittoria per 3-2. Dopo quattro giorni viene confermato che il tecnico dei Magpies si deve sottoporre ad un intervento chirurgico e Chris viene di nuovo nominato tecnico ad interim. Il 1 aprile dopo aver ottenuto 3 sconfitte e 2 pareggi viene sostituito da Alan Shearer. Il 1 giugno con la squadra appena retrocessa dalla Premier League, ne diventa ufficialmente il tecnico. Alla sua prima stagione centra subito la promozione in Premier vincendo con ampio margine la Championship. La stagione 2010/11 in Premier League inizia con buoni risultati, ma a sorpresa il 6 dicembre 2010 il proprietario del club Mike Ashley decide di esonerarlo, nonostante la posizione in classifica (undicesimi con 19 punti in 16 giornate) fosse perfettamente in linea con gli obiettivi della squadra.
Il 22 giugno 2011 viene ingaggiato dal Birmingham City. Nella sua stagione in Championship, Hughton, fallisce la promozione in Premier portando la squadra ai play off, dove viene eliminata dal Blackpool.
Il 7 giugno 2012 viene nominato allenatore del Norwich City, e il 6 aprile 2014 dopo la sconfitta interna alla 33ª giornata con il WBA per 1-0 viene esonerato. Il 7 aprile 2014 viene sostituito da Neil Adams.
Il 31 dicembre 2014 viene nominato allenatore del Brighton & Hove club militante in Football League Championship, firmando un contratto di tre anni e mezzo, sostituendo l’esonerato Sami Hyypiä. Il 17 aprile 2017 riporta il club di Brighton in Premier League, dopo 34 anni di assenza. Il 13 maggio 2019 viene esonerato nonostante abbia guidato la squadra fino alle semifinali della FA Cup e ottenuto una sofferta salvezza in Premier League per la seconda stagione consecutiva. Il presidente Tony Bloom ha descritto come "una delle decisioni più difficili" che abbia mai dovuto prendere.
Il 6 ottobre 2020 viene ingaggiato dal Nottingham Forest come nuovo allenatore, rimpiazzando l'esonerato Sabri Lamouchi. Il 16 settembre 2021, dopo un avvio deludente in campionato, viene esonerato.
Nel febbraio 2023, dopo un periodo come consulente, viene assunto come ct del Ghana . Il 23 gennaio 2024 viene esonerato a seguito dell'eliminazione dalla Coppa d'Africa 2023, avvenuta al termine della fase a gironi.

## Statistiche

### Statistiche da allenatore
Statistiche aggiornate al 16 settembre 2021.
| Stagione                 | Squadra                  | Campionato               | Campionato | Campionato | Campionato | Campionato | Coppe nazionali | Coppe nazionali | Coppe nazionali | Coppe nazionali | Coppe nazionali | Coppe continentali | Coppe continentali | Coppe continentali | Coppe continentali | Coppe continentali | Altre coppe | Altre coppe | Altre coppe | Altre coppe | Altre coppe | Totale | Totale | Totale | Totale | % Vittorie | Piazzamento |
| Stagione                 | Squadra                  | Comp                     | G          | V          | N          | P          | Comp            | G               | V               | N               | P               | Comp               | G                  | V                  | N                  | P                  | Comp        | G           | V           | N           | P           | G      | V      | N      | P      | %          | Piazzamento |
| ------------------------ | ------------------------ | ------------------------ | ---------- | ---------- | ---------- | ---------- | --------------- | --------------- | --------------- | --------------- | --------------- | ------------------ | ------------------ | ------------------ | ------------------ | ------------------ | ----------- | ----------- | ----------- | ----------- | ----------- | ------ | ------ | ------ | ------ | ---------- | ----------- |
| 2009-2010                | Newcastle Utd            | FLC                      | 46         | 30         | 12         | 4          | FACup+CdL       | 3+2             | 1+1             | 1+0             | 1+1             | -                  | -                  | -                  | -                  | -                  | -           | -           | -           | -           |             | 51     | 32     | 13     | 6      | 62,75      | 1º (prom.)  |
| ago.-dic. 2010           | Newcastle Utd            | PL                       | 16         | 5          | 4          | 7          | FACup+CdL       | 0+3             | 2               | 0               | 1               | -                  | -                  | -                  | -                  | -                  | -           | -           | -           | -           |             | 19     | 7      | 4      | 8      | 36,84      | Eson.       |
| Totale Newcastle Utdb    | Totale Newcastle Utdb    | Totale Newcastle Utdb    | 52         | 35         | 16         | 11         |                 | 8               | 4               | 1               | 3               |                    | -                  | -                  | -                  | -                  |             | -           | -           | -           | -           | 70     | 39     | 17     | 14     | 55,71      |             |
| 2011-2012                | Birmingham City          | FLC                      | 46+2       | 20+0       | 16+1       | 10+1       | FACup+CdL       | 5+1             | 2+0             | 2+0             | 1+1             | UEL                | 8                  | 4                  | 2                  | 2                  | -           | -           | -           | -           |             | 62     | 26     | 21     | 15     | 41,94      | 4º          |
| 2012-2013                | Norwich City             | PL                       | 38         | 10         | 14         | 14         | FACup+CdL       | 2+4             | 1+3             | 0+0             | 1+1             | -                  | -                  | -                  | -                  | -                  | -           | -           | -           | -           |             | 44     | 14     | 14     | 16     | 31,82      | 11º         |
| 2013-apr. 2014           | Norwich City             | PL                       | 33         | 8          | 8          | 17         | FACup+CdL       | 2+3             | 0+2             | 1+0             | 1+1             | -                  | -                  | -                  | -                  | -                  | -           | -           | -           | -           |             | 38     | 10     | 9      | 19     | 26,32      | Eson.       |
| Totale Norwich City      | Totale Norwich City      | Totale Norwich City      | 71         | 18         | 22         | 31         |                 | 11              | 6               | 1               | 4               |                    | -                  | -                  | -                  | -                  | -           | -           | -           | -           | -           | 82     | 24     | 23     | 35     | 29,27      |             |
| gen.-giu. 2015           | Brighton                 | FLC                      | 22         | 6          | 6          | 10         | FACup+CdL       | 2+0             | 1               | 0               | 1               | -                  | -                  | -                  | -                  | -                  | -           | -           | -           | -           |             | 24     | 7      | 6      | 11     | 29,17      | Sub. 20º    |
| 2015-2016                | Brighton                 | FLC                      | 46+2       | 24+0       | 17+1       | 5+1        | FACup+CdL       | 1+2             | 0+1             | 0+0             | 1+1             | -                  | -                  | -                  | -                  | -                  | -           | -           | -           | -           |             | 51     | 25     | 18     | 8      | 49,02      | 3º          |
| 2016-2017                | Brighton                 | FLC                      | 46         | 28         | 9          | 9          | FACup+CdL       | 2+3             | 1+2             | 0+0             | 1+1             | -                  | -                  | -                  | -                  | -                  | -           | -           | -           | -           |             | 51     | 31     | 9      | 11     | 60,78      | 2º (prom.)  |
| 2017-2018                | Brighton                 | PL                       | 38         | 9          | 13         | 16         | FACup+CdL       | 4+2             | 3+1             | 0+0             | 1+1             | -                  | -                  | -                  | -                  | -                  | -           | -           | -           | -           |             | 44     | 13     | 13     | 18     | 29,55      | 15º         |
| 2018-2019                | Brighton                 | PL                       | 38         | 9          | 9          | 20         | FACup+CdL       | 6+1             | 4+0             | 1+0             | 1+1             | -                  | -                  | -                  | -                  | -                  | -           | -           | -           | -           |             | 45     | 13     | 10     | 22     | 28,89      | 17º         |
| Totale Brighton          | Totale Brighton          | Totale Brighton          | 190+2      | 76+0       | 54+1       | 60+1       |                 | 23              | 13              | 1               | 9               |                    | -                  | -                  | -                  | -                  |             | -           | -           | -           | -           | 215    | 89     | 56     | 70     | 41,40      |             |
| ott. 2020-2021           | Nottingham Forest        | FLC                      | 42         | 12         | 16         | 14         | FACup+CdL       | 2+0             | 1               | 0               | 1               | -                  | -                  | -                  | -                  | -                  | -           | -           | -           | -           |             | 44     | 13     | 16     | 15     | 29,55      | Sub. 17º    |
| ago.-set. 2021           | Nottingham Forest        | FLC                      | 7          | 0          | 1          | 6          | FACup+CdL       | 0+2             | 1               | 0               | 1               | -                  | -                  | -                  | -                  | -                  | -           | -           | -           | -           |             | 9      | 1      | 1      | 7      | 11,11      | Eson.       |
| Totale Nottingham Forest | Totale Nottingham Forest | Totale Nottingham Forest | 49         | 12         | 17         | 20         |                 | 4               | 2               | 0               | 2               |                    | -                  | -                  | -                  | -                  |             | -           | -           | -           | -           | 53     | 14     | 17     | 22     | 26,42      |             |
| Totale carriera          | Totale carriera          | Totale carriera          | 412        | 161        | 127        | 134        |                 | 52              | 29              | 5               | 20              |                    | 8                  | 4                  | 2                  | 2                  |             | -           | -           | -           | -           | 482    | 192    | 134    | 156    | 39,83      |             |

#### Nazionale ghanese
Statistiche aggiornate al 24 gennaio 2024.
| Squadra | Naz              | dal           | al              | Record | Record | Record | Record     | Record | Record | Record | Record |
| G       | V                | N             | P               | GF     | GS     | DR     | % Vittorie |        |        |        |        |
| ------- | ---------------- | ------------- | --------------- | ------ | ------ | ------ | ---------- | ------ | ------ | ------ | ------ |
| Ghana   | Ghana (bandiera) | 20 marzo 2023 | 24 gennaio 2024 | 13     | 4      | 5      | 4          | 13     | 16     | −3     | 30,77  |

#### Nazionale ghanese nel dettaglio
| 2023             | Ghana        | Qual. Coppa d'Africa 2023 | 1º nel gruppo E,qualificata | 4  | 2 | 2 | 0 | 50,00 | 4  | 2  | +2 |
| nov. 2023        | Ghana        | Qual. Mondiali 2026       | Esonerato durante la fase   | 2  | 1 | 0 | 1 | 50,00 | 1  | 1  | +0 |
| gen.-feb. 2024   | Ghana        | Coppa d'Africa 2023       | 3º nel gruppo B             | 3  | 0 | 2 | 1 | &0,00 | 5  | 6  | -1 |
| Dal 2023 al 2024 | Ghana        | Amichevoli                |                             | 4  | 1 | 1 | 2 | 25,00 | 3  | 7  | -4 |
| Totale Ghana     | Totale Ghana | Totale Ghana              | Totale Ghana                | 13 | 4 | 5 | 4 | 30,77 | 13 | 16 | -3 |

#### Panchine da commissario tecnico della nazionale ghanese
| Cronologia completa delle presenze e delle reti in nazionale ― Ghana | Cronologia completa delle presenze e delle reti in nazionale ― Ghana | Cronologia completa delle presenze e delle reti in nazionale ― Ghana | Cronologia completa delle presenze e delle reti in nazionale ― Ghana | Cronologia completa delle presenze e delle reti in nazionale ― Ghana | Cronologia completa delle presenze e delle reti in nazionale ― Ghana | Cronologia completa delle presenze e delle reti in nazionale ― Ghana | Cronologia completa delle presenze e delle reti in nazionale ― Ghana |
| Data                                                                 | Città                                                                | In casa                                                              | Risultato                                                            | Ospiti                                                               | Competizione                                                         | Reti                                                                 | Note                                                                 |
| -------------------------------------------------------------------- | -------------------------------------------------------------------- | -------------------------------------------------------------------- | -------------------------------------------------------------------- | -------------------------------------------------------------------- | -------------------------------------------------------------------- | -------------------------------------------------------------------- | -------------------------------------------------------------------- |
| 23-3-2023                                                            | Kumasi                                                               | Ghana                                                                | 1 – 0                                                                | Angola                                                               | Qual. Coppa d'Africa 2023                                            | Antoine Semenyo                                                      | Cap: T.Partey                                                        |
| 27-3-2023                                                            | Luanda                                                               | Angola                                                               | 1 – 1                                                                | Ghana                                                                | Qual. Coppa d'Africa 2023                                            | Osman Bukari                                                         | Cap: D.Amartey                                                       |
| 18-6-2023                                                            | Antananarivo                                                         | Madagascar                                                           | 0 – 0                                                                | Ghana                                                                | Qual. Coppa d'Africa 2023                                            | -                                                                    | Cap: A.Ayew                                                          |
| 7-9-2023                                                             | Kumasi                                                               | Ghana                                                                | 2 – 1                                                                | Rep. Centrafricana                                                   | Qual. Coppa d'Africa 2023                                            | Mohammed Kudus Ernest Nuamah                                         | Cap: A.Ayew                                                          |
| 12-9-2023                                                            | Accra                                                                | Ghana                                                                | 3 – 1                                                                | Liberia                                                              | Amichevole                                                           | Ernest Nuamah Mohammed Kudus Jordan Ayew                             | Cap: A.Ayew                                                          |
| 14-10-2023                                                           | Charlotte                                                            | Messico                                                              | 2 – 0                                                                | Ghana                                                                | Amichevole                                                           |                                                                      | Cap: A.Ayew                                                          |
| 17-10-2023                                                           | Nashville                                                            | Stati Uniti                                                          | 4 – 0                                                                | Ghana                                                                | Amichevole                                                           |                                                                      | Cap: A.Ayew                                                          |
| 17-11-2023                                                           | Kumasi                                                               | Ghana                                                                | 1 – 0                                                                | Madagascar                                                           | Qual. Mondiali 2026                                                  | Iñaki Williams                                                       | Cap: A.Ayew                                                          |
| 21-11-2023                                                           | Moroni                                                               | Comore                                                               | 1 – 0                                                                | Ghana                                                                | Qual. Mondiali 2026                                                  |                                                                      | Cap: A.Ayew                                                          |
| 8-1-2024                                                             | Kumasi                                                               | Ghana                                                                | 0 – 0                                                                | Namibia                                                              | Amichevole                                                           | -                                                                    | Cap: R.Ofori                                                         |
| 14-1-2024                                                            | Abidjan                                                              | Ghana                                                                | 1 – 2                                                                | Capo Verde                                                           | Coppa d'Africa 2023 - 1º turno                                       | Alexander Djiku                                                      | Cap: R.Ofori                                                         |
| 18-1-2024                                                            | Abidjan                                                              | Egitto                                                               | 2 – 2                                                                | Ghana                                                                | Coppa d'Africa 2023 - 1º turno                                       | 2 Mohammed Kudus                                                     | Cap: R.Ofori                                                         |
| 22-1-2024                                                            | Abidjan                                                              | Mozambico                                                            | 2 – 2                                                                | Ghana                                                                | Coppa d'Africa 2023 - 1º turno                                       | 2 Jordan Ayew (2 rig.)                                               | Cap: R.Ofori                                                         |
| Totale                                                               |                                                                      | Presenze                                                             | 13                                                                   |                                                                      | Reti                                                                 | 13                                                                   |                                                                      |

## Palmarès

### Giocatore

#### Competizioni nazionali
- Coppa d'Inghilterra: 2

Tottenham: 1980-1981, 1981-1982
- Charity Shield: 1

Tottenham: 1981

#### Competizioni Internazionali
- Coppa UEFA: 1

Tottenham: 1983-1984

### Allenatore

#### Club

##### Competizioni nazionali
- Campionato inglese di seconda divisione: 1

Newcastle: 2009-2010